# 莊拿芬·侯臣
莊拿芬·馬克·"祖尼"·侯臣（英語：Jonathan Mark 'Jonny' Howson，1988年5月21日—），簡稱莊拿芬·侯臣（英語：Jonathan Howson），是一名英格蘭職業足球員，司職中場，亦可擔任右翼及前鋒，出身自列斯聯青訓系統，現時效力英冠球會米德尔斯堡。
他生於莫利，並曾就讀於莫利維多利亞小學（Morley Victoria Primary School）和畢格列夫高校。侯臣在青年球隊祖奴爾獅子（Churwell Lions）展開其足球生涯，其後才在列斯聯展開其職業生涯。

## 生平

### 球會
列斯聯
侯臣與占士·米拿、丹尼·路斯和艾朗·連儂一同上位，他在2006年前成為列斯聯預備組的正選成員，並在這個級別取得了數次入球。2006年8月22日，侯臣雖然獲分派了33號球衣並在聯賽盃對車士打的賽事中擔任後備，但並未有上陣。9月18日，侯臣與球會簽訂了三年合約，將自己的前途抵押給這支兒時愛隊
9月20日，侯臣在對班列特的賽事中處子上陣。賽後，讓侯臣上陣的時任領隊奇雲·布力維爾迅速被會方解僱。新領隊丹尼斯·韋斯讓他在12月對侯城賽事中首次聯賽上陣，賽後他被選為賽事最佳球員。此外，他贏得丹尼斯·韋斯和時任副隊長沙恩·戴利的讚賞。2007年2月，他在對諾域治的賽事中攻入其加盟以來的首個入球。
2007/08球季初，侯臣獲得新領隊加利·麥亞里士打的重用，並成為正選球員。2008年5月，他在英甲附加賽對卡素爾的賽事中攻入了兩個著名的入球，使球會打進了在溫布萊球場舉行的決賽。然而，侯臣由於未能盯緊占士·希達而使他協助唐卡士打勝出賽事。球季結束後，他被選為列斯聯年度最佳青年球員和球迷最佳青年球員。他的表現亦為他贏得一份新的三年合約，如果球隊能升班至英冠會再與其續約。
2008/09球季初，侯臣陷入了生涯的低潮。天才球員法比安·迪夫的出現，使他的上陣次數減少。當西蒙·加利臣接任列斯聯領隊後，侯臣出任中場中；法比安·迪夫則擔任左翼。2009年2月，他在對車頓咸的賽事中梅開二度，以2-0的比分擊敗對手，這顯示出他的全面回歸。他逐漸確立其正選位置。他整個球季主要與尼爾·基爾堅尼一同鎮守中路，他在季後對米禾爾的附加賽中正選上陣，然而也鎩羽而歸。
2009年8月，由於隊長李察·尼萊缺陣，侯臣被任命為列斯聯的副隊長。2009/10球季，侯臣表現不俗，他與拍擋米高·杜爾尼建立起穩固的中場線，並帶領球隊在各項賽事中總共取得9連勝。他在對卡素爾的賽事中由於隊長復出而失去了隊長臂章。
侯臣在足總盃對奧咸的賽事中以一記漂亮的左腳遠射取得該季的第二個入球。當巴特利·莊臣受傷後，尼爾·基爾堅尼取回正選位置，這意昧著侯臣需要擔任右翼，中路則有米高·杜爾尼和尼爾·基爾堅尼搭檔。1月3日，他在足總盃對曼聯的賽事中交出助攻予謝美伊·碧福特，後者不負所託取得入球，從而首次在這階段淘汰了這支衛冕英超冠軍的球隊。
侯臣在對韋甘比的賽事早段時以一記遠射取得其該季的第三個入球。2010年1月23日，他在對熱刺的足總盃賽事中出任右翼，最終雙方2-2打成平手。
諾域治
2012年1月24日侯臣轉投英超球會诺里奇城，沒有透露轉會費，簽約三年半。
米德尔斯堡
2017年7月7日，侯臣與新降级的英冠俱乐部米德尔斯堡签约。

### 國家隊
2011年2月7日由於大量球員因傷退隊，侯臣獲補選首次加入英格蘭U21備戰對義大利的友誼賽，翌日獲派下半場後補上陣。

## 榮譽
個人
- 列斯聯年度最佳青年球員：2007/08年；
- 列斯聯年度最佳球員：2010/11年；

## 外部連結
- （英文）足球数据库：莊拿芬·侯臣的球员统计数据
- （英文）Leeds United Profile
- （英文）Howson: My steep Leeds United learning curve